# وو شو
وو شو (انگلیسی: Wu Xue؛ زادهٔ ۱۹۸۰) یک بازیکن تنیس روی میز اهل جمهوری دومینیکن است.
وی در مسابقات کشوری و بین‌المللی در مجموع برنده ۱۶ مدال طلا، ۴ مدال نقره، ۴ مدال برنز شده‌است.